# S/S Tor III
S/S Tor III var ett svenskt ångfartyg från 1905 som trafikerade traden Stockholm–Kummelnäs–Tynningö–Värmdö i Stockholms skärgård.

## Historik
Tor III byggdes 1905 som Wermdö III till Wermdö Ångfartygs AB på William Lindbergs verkstads- och varfs AB i Stockholm, även kallat Södra varvet. År 1919 döptes hon om till Tor III och övergick då till Rederi AB Stockholm–Wermdö när de båda rederierna slogs ihop. Tor III var den snabbaste av Torbåtarna och gjorde 14 knop.

## Tor III i litteraturen
Författaren Hédi Fried skriver i den självbiografiska romanen Livet tillbaka om hur hon kommer till Stockholm året efter andra världskriget och upplevelser om att ta sig in i det svenska samhället. Ett kapitel handlar om när Hédi, som kallar sig Hanna i romanen, arbetar en sommarmånad på skärgårdsbåten S/S Tor III. Personalen bor på båten och det finns gott om fritid med möjlighet till bad men också svårigheter att få ut lönen så Hanna får efter sommaren ta stöd av Rättshjälpsmyndigheten.

## Galleri

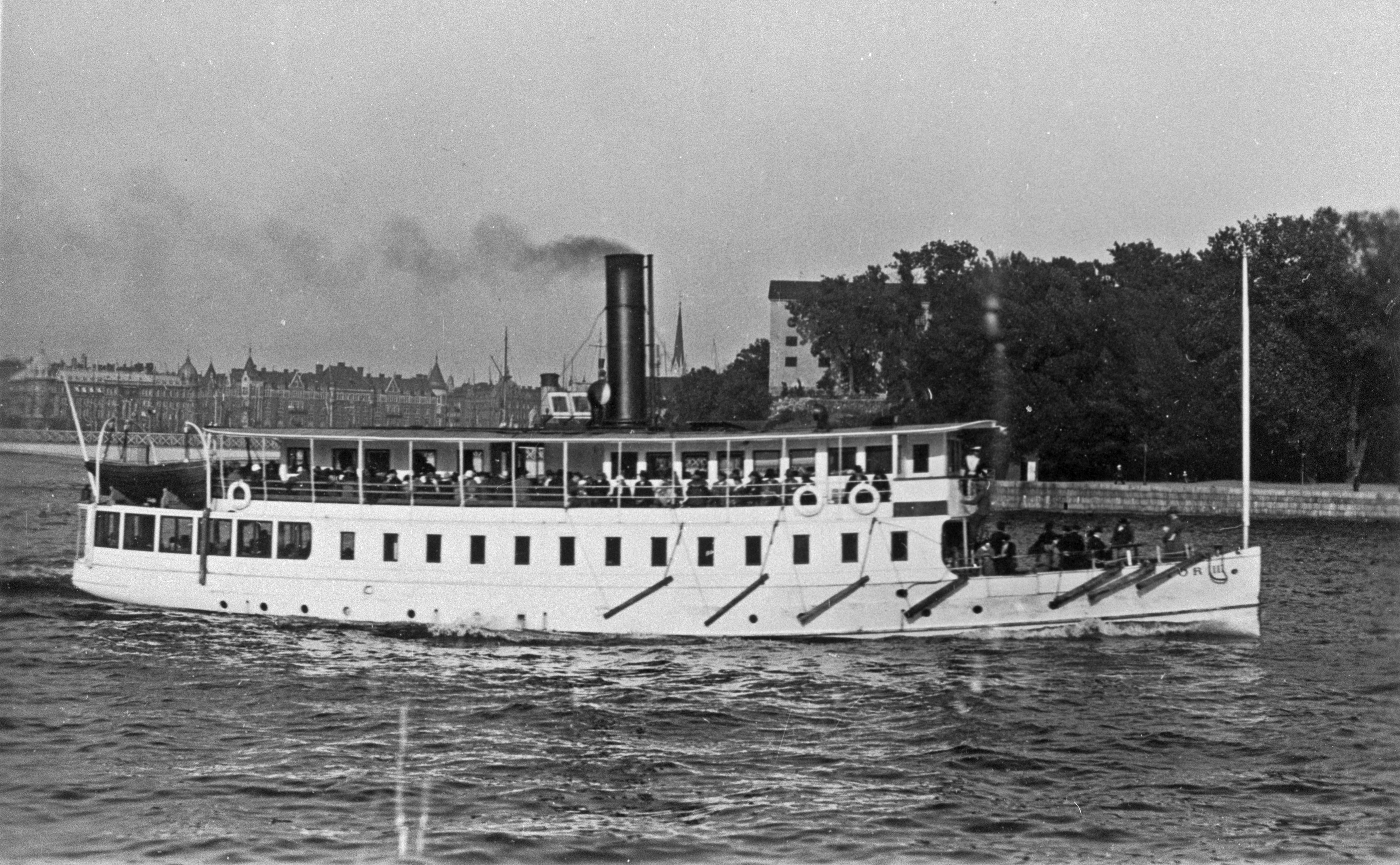
Tor III på väg ut från Stockholm 1919.
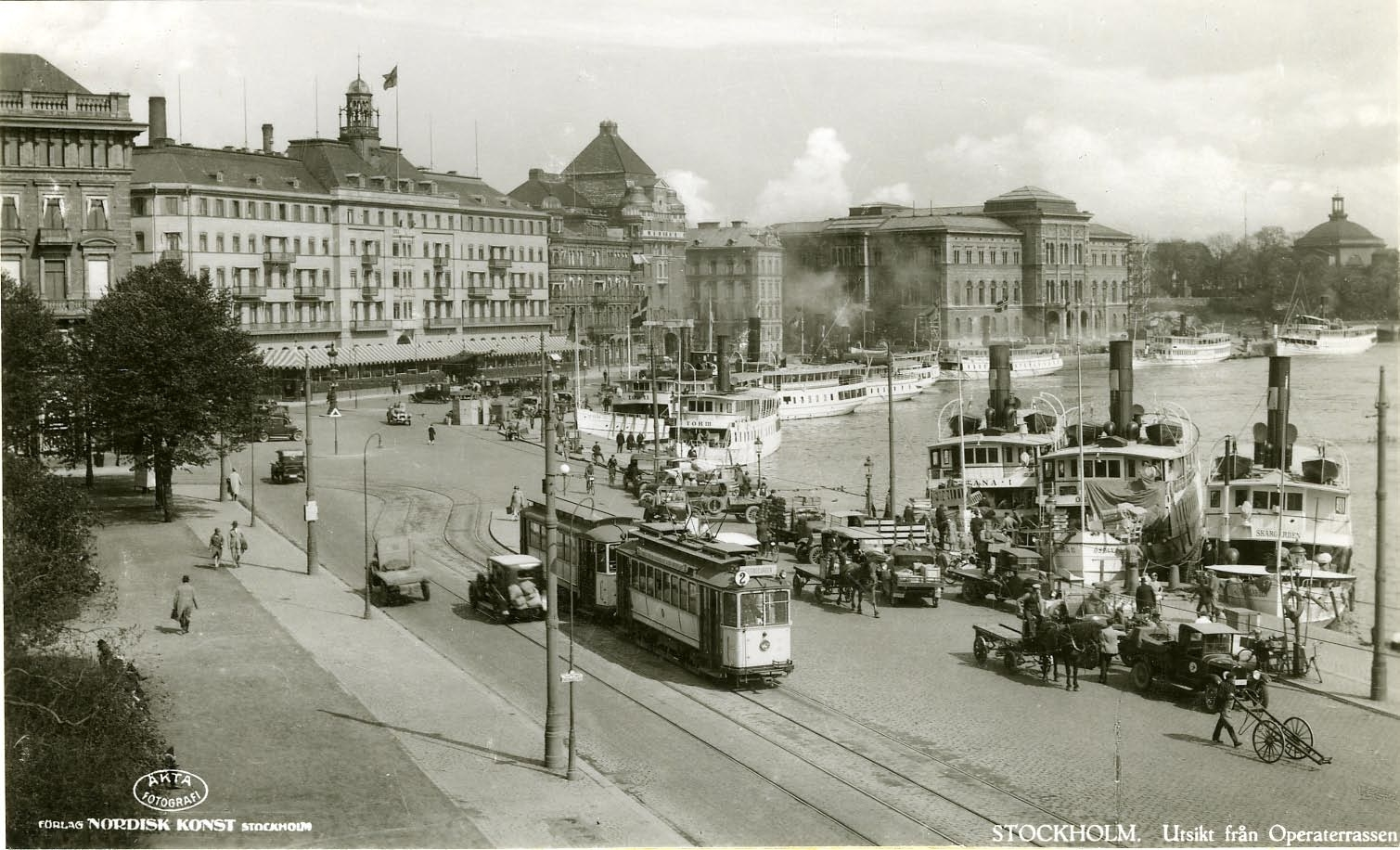
Tor III vid Södra Blasieholmshamnen 1928.
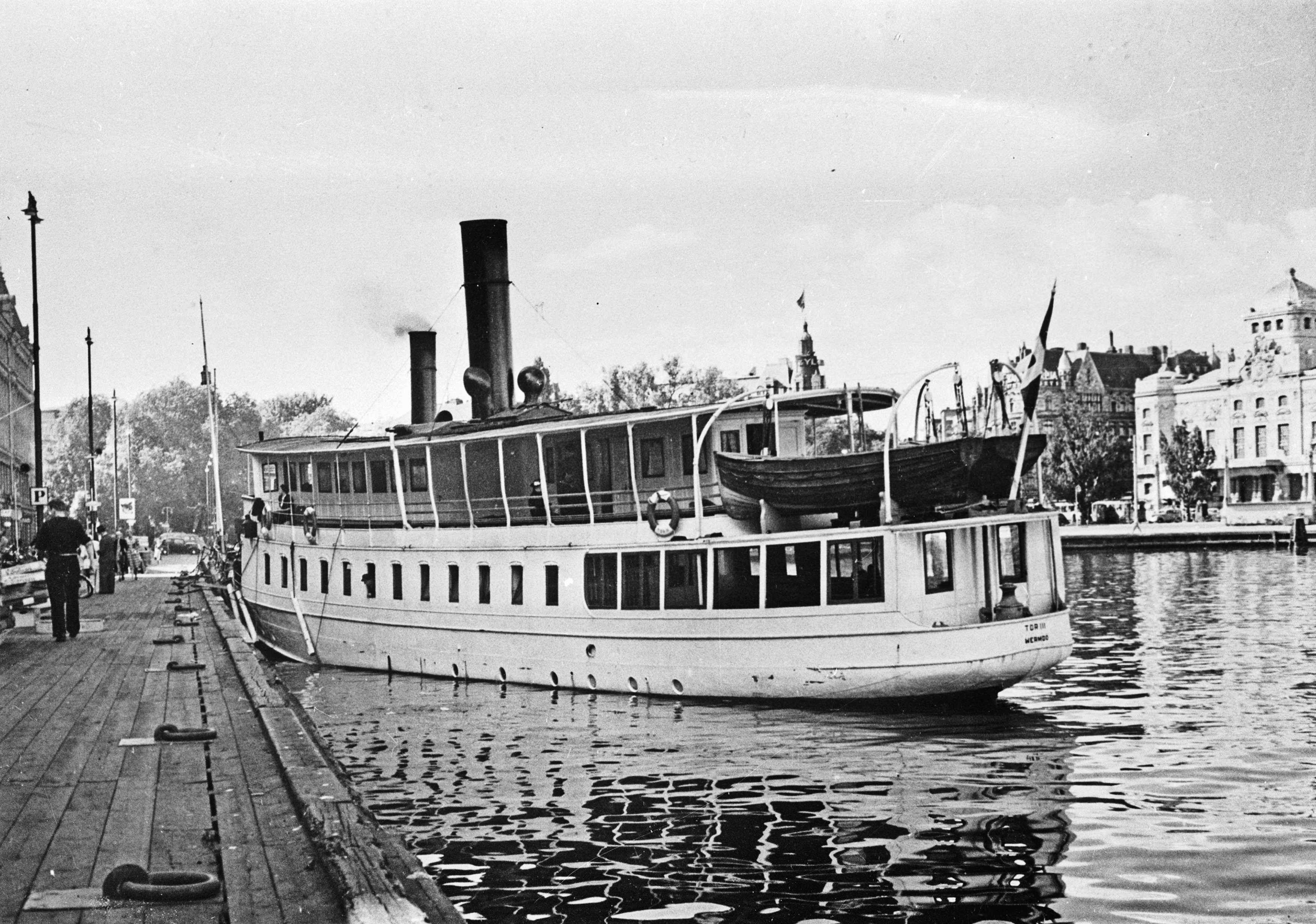
Tor III vid Nybrokajen 1947.

## På grund i Ängsholmssundet

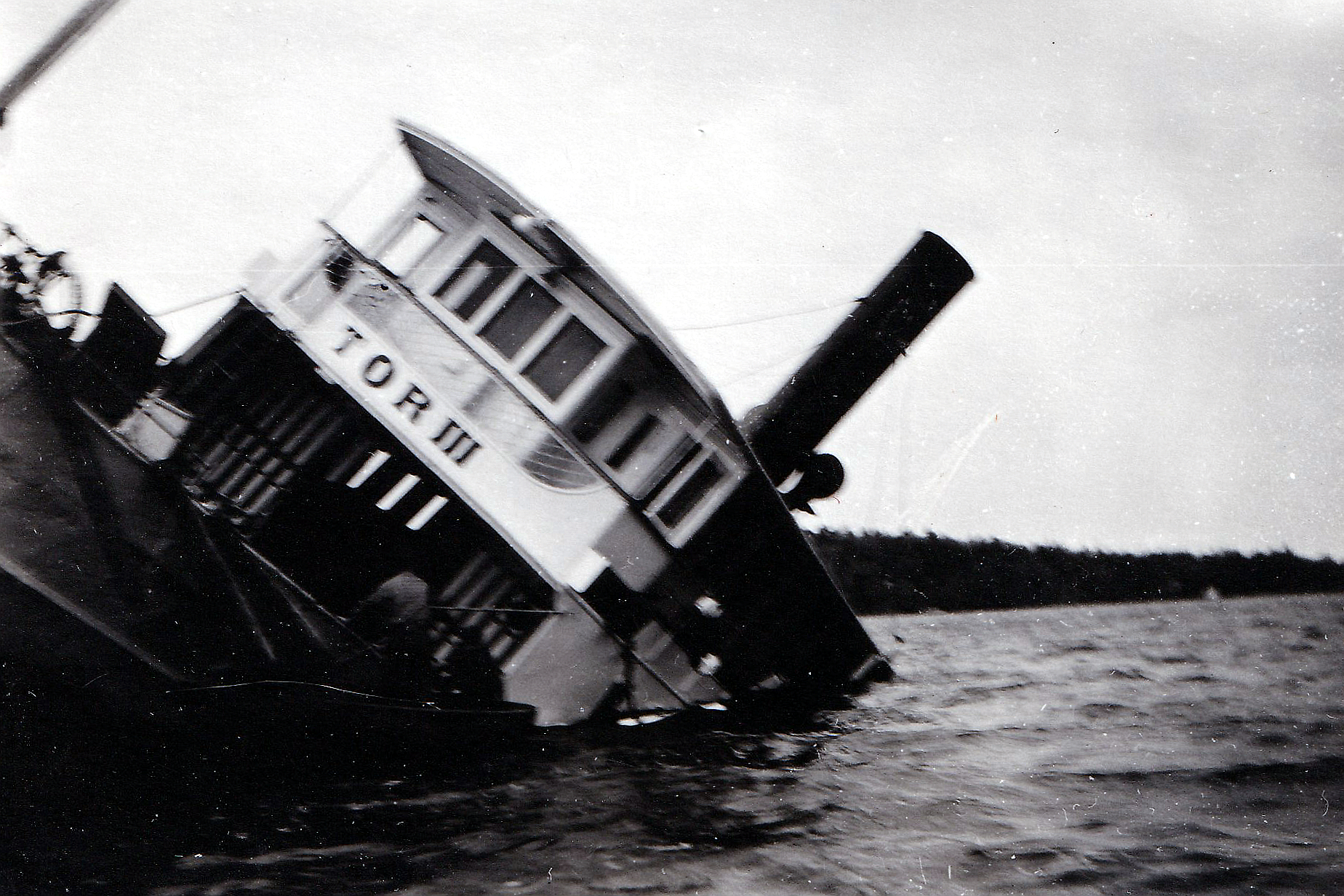
Tor III går på grund i Ängsholmssundet vid middagstid den 17 juni 1948

Torsdagen den 17 juni 1948 gick Tor III på grund vid inloppet till Ängsholmssundet. Svenska dagbladet skrev den 18 juni att tjugotvå personer svävade i överhängande livsfara när Tor III gick på grund mellan Tynningö och södra Lagnö. Fartyget sjönk inte utan fastnade som tur var på grundet, så passagerna kunde räddas i en av livbåtarna. Några smärre personskador uppkom och passagerna fick lämna tillhörigheter som bagage och handväskor.
Med anledning av förlisningen kallades sedan detta grund för Tor III:ans grund.Ett tiotal år senare, 1957, anlades en fyr på platsen som fick namnet Lagnögrundet.

## Skrotas
Efter grundstötningen i Ängsholmssundet bärgas Tor III och läggs vid Lumakajen i Södra Hammarbyhamnen. I september 1951 sjunker hon igen efter det att tre av fartygets bottenventiler har skruvats loss. Det blir ingen renovering av Tor III då skadorna är så stora och hon kommer inte i drift igen utan skrotas 1952.